# Trypanidius notatus
Trypanidius notatus är en skalbaggsart som först beskrevs av Fabricius 1787.  Trypanidius notatus ingår i släktet Trypanidius och familjen långhorningar.
Artens utbredningsområde är:
- Belize.
- Guatemala.
- Guyana.
- Honduras.
- Nicaragua.

Inga underarter finns listade i Catalogue of Life.